# Zachodniomałopolski Inspektorat Okręgowy Straży Granicznej
Zachodniomałopolski Inspektorat Okręgowy Straży Granicznej – jednostka organizacyjna Straży Granicznej w II Rzeczypospolitej.

## Formowanie i zmiany organizacyjne
Inspektorat został utworzony w grudniu 1934 w wyniku podziału dotychczasowego Małopolskiego Inspektoratu Okręgowego Straży Granicznej. Siedziba inspektoratu znajdowała się w Krakowie, funkcjonował do września 1939.
Rozkazem nr 1 z 31 marca 1937 roku w sprawach [...] likwidacji i tworzenia placówek, dowódca Straży Granicznej płk Jan Gorzechowski zatwierdził placówkę II linii „Oświęcim” i przydzielił ją bezpośrednio do Inspektoratu.
Rozkazem nr 2 z 8 września 1938 roku w sprawie terminologii odnośnie władz i jednostek organizacyjnych formacji, dowódca Straży Granicznej płk Jan Gorzechowski nakazał zmienić nazwę Zachodniomałopolskiego Inspektoratu Okręgowego Straży Granicznej na Zachodniomałopolski Okręg Straży Granicznej, dotychczasowy inspektorat okręgowy przemianował na komendę okręgu i wprowadził tytuł komendanta okręgu w miejsce dotychczasowego kierownika.
Rozkazem nr 12 z 14 lipca 1939 roku w sprawie reorganizacji placówek II linii i posterunków wywiadowczych oraz obsady personalnej, komendant Straży Granicznej gen. bryg. Walerian Czuma przemianował posterunek SG „Chrzanów” na placówkę II linii
Rozkazem nr 13 z 31 lipca 1939 roku w sprawach [...] przeniesienia siedzib i zmiany przydziałów jednostek organizacyjnych, komendant Straży Granicznej gen. bryg. Walerian Czuma wydzielił Obwód Straży Granicznej „Cieszyn”  ze Ślaskiego Okręgu Straży Granicznej i przydzielił go do Zachodniomałopolskiego Okręgu Straży Granicznej.
Rozkazem nr 13 z 31 lipca 1939 roku w sprawach [...] przeniesienia siedzib i zmiany przydziałów jednostek organizacyjnych, komendant Straży Granicznej gen. bryg. Walerian Czuma wydzielił Obwód Straży Granicznej „Jasło”  z Zachodniomałopolskiego Okręgu Straży Granicznej i przydzielił go do Wschodniomałopolskiego Okręgu Straży Granicznej.

## Służba graniczna
Rozkazem nr 1 z 27 marca 1936 roku w sprawach [...] zmian w niektórych inspektoratach okręgowych komendant Straży Granicznej płk Jan Jur-Gorzechowski ustalił rozgraniczenie egzekutywy:
- granica Śląskiego, Zachodnio- i Wschodniomałopolskiego Inspektoratu Okręgowego oraz Egzekutywa Oddziału Informacyjnego Komendy Straży Granicznej - linia od kamienia granicznego Nr 7 (styk Śląskiego Inspektoratu Okręgowego z Zachodniomałopolskim Inspektoratem Okręgowym) w kierunku miejscowości Bzie, Pawłowice, Mizerów z tym, że miejscowości Bzie, Pawłowice i Mizerów należą do Zachodnio-Małopolskiego Inspektoratu Okręgowego, następnie rzeką Pszczynką z tym, że miejscowość Pszczyna należy do Zachodniomałopolskiego Inspektoratu Okręgowego, następnie rzeką Korzenica do Wisły, dalej rzeką Wisłą aż do mostu kolejowego na linii Oświęcim-Chrzanów, stąd torem kolejowym do Chrzanowa z tym, że Chrzanów należy do Zachodnio-Małopolskiego Inspektoratu Okręgowego, dalej torem kolejowym do Szczakowa, Strzemieszyc, Olkusza i Wolbromia, z tym, że Szczakowa, Olkusz i Wolbrom należą do Zachodnio-Małopolskiego Inspektoratu Okręgowego, natomiast miejscowość Strzemieszyce - do Śląskiego Inspektoratu Okręgowego, dalej od Wolbromia w kierunku miejscowości Żarnowiec z tym, że Żarnowiec należy do Zachodniomałopolskiego Inspektoratu Okręgowego, dalej rzeką Pilicą aż do południowej granicy powiatu koneckiego. Dalej granica Zachodnio-Małopolskiego Inspektoratu Okręgowego biegnie południową granicą powiatu koneckiego, aż do Skarżyska, następnie linią kolejową Skarżysko, Ostrowiec, Chmielów, Sandomierz z tym, że Skarżysko, Wierzbnik, Ostrowiec, Chmielów, należą do Oddziału Informacyjnego Komendy Straży Granicznej, a Sandomierz do Zachodniomałopolskiego Inspektoratu Okręgowego. Dalej granicę Zachodniomałopolskiego Inspektoratu Okręgowego stanowiła rzeka San od ujścia jego do Wisły aż do ujścia doń rzeki Wisłok, po czym rzeką Wisłok aż do Łańcuta, po czym linia miejscowości Łańcut, Brzozów, górny bieg rzeki Wisłoku do kamienia granicznego nr 21 (styk Zachodniomałopolskiego Inspektoratu Okręgowego ze Wschodniomałopolskim Inspektoratem Okręgowym) z tym, że Łańcut i Brzozów należały do Zachodniomałopolskiego Inspektoratu Okręgowego.

Rozkazem nr 3 z 31 grudnia 1938 roku  w sprawach  reorganizacji jednostek [...], komendant Straży Granicznej płk Jan Jur-Gorzechowski ustalił rozgraniczenie odcinków: Śląskiego i Zachodniomałopolskiego Okręgu Straży Granicznej (Komisariat „Jabłonków” i Komisariat „Istebna”): od kamienia kol. nr 5/6 przy torze kolejowym Jabłonków Mosty, następnie mostem kolejowym na potoku Czarne, dalej potokiem tym na północ do wzgórza c. 572,3 i c. 464 przez wzgórze Kiczory-Stożej, Soszów, Wielką Czantorię.

## Struktura organizacyjna
- Inspektorat Graniczny SG Bielsko
- Inspektorat Graniczny SG Nowy Targ
- Inspektorat Graniczny SG Jasło

W sumie dzielił się na 15 komisariatów i 92 placówki, ochraniał 544 km granicy.

## Funkcjonariusze inspektoratu
Kierownik inspektoratu/komendant okręgu:
- insp. SG Bolesław Rodkiewicz[8]

Zastępca komendanta okręgu
- nadkom. SG Mikołaj Radochoński (VIII –IX 1939)[9]

Oficerowie inspektoratu:
- Józef Bocheński